# Меморіальний музей-садиба гончарської родини Пошивайлів
Меморіа́льний музе́й-сади́ба гонча́рської роди́ни Пошива́йлів — музей родини Пошивайлів в смт Опішні, структурний підрозділ Національного музею-заповідника українського гончарства. Відкритий 24 липня 1999 року. Створений в результаті збиральницької діяльності подружжя опішненських гончаря й гончарки-малювальниці — Гаврила та Явдохи  Пошивайлів, які на початку 1970-х років створили перший в Україні приватний музей гончарства, що і став його основою.

## Експозиція

Меморіальна дошка Гаврило Пошивайло, Явдоха Пошивайло

Колекція музею-садиби містить твори трьох поколінь родини Пошивайлів, а також гончарні вироби інших майстрів Опішного краю ХІХ — початку ХХ століття, полтавську традиційну вишивку (рушники, скатертини), ткані кролевецькі рушники, народне малювання (живопис на полотні, фанері та склі), старовинні ікони.
Також у колекції є родинні світлини, що відображають життєвий і творчий шлях родини Пошивайлів. У музеї-садибі збережено інтер'єру будинку, двору, господарських і гончарних будівель, наявні всі особисті речі майстрів у місцях їх узвичаєного зберігання.

## Співробітники
Наталя Гринь (01.06.1979 р. н.) — завідувач Меморіального музею-садиби гончарської родини Пошивайлів  Національного музею-заповідника українського гончарства (Опішне, Україна). Закінчила історичний факультет Полтавського державного педагогічного університету імені Володимира Короленка (2002). Автор керамологічних публікацій в періодичних виданнях та збірниках. Займається дослідженням життєвого та творчого шляху родини Пошивайлів.
Марія Яценко (12.07.1959 р. н.) — молодший науковий співробітник Меморіального музею-садиби гончарської родини Пошивайлів Національного музею-заповідника українського гончарства (Опішне, Україна). Закінчила Кременчуцьке педагогічне училище (1978). Автор керамологічних публікацій в періодичних виданнях та збірниках. Займається дослідженням життєвого та творчого шляху родини Пошивайлів.